# 안드레이 카를로프

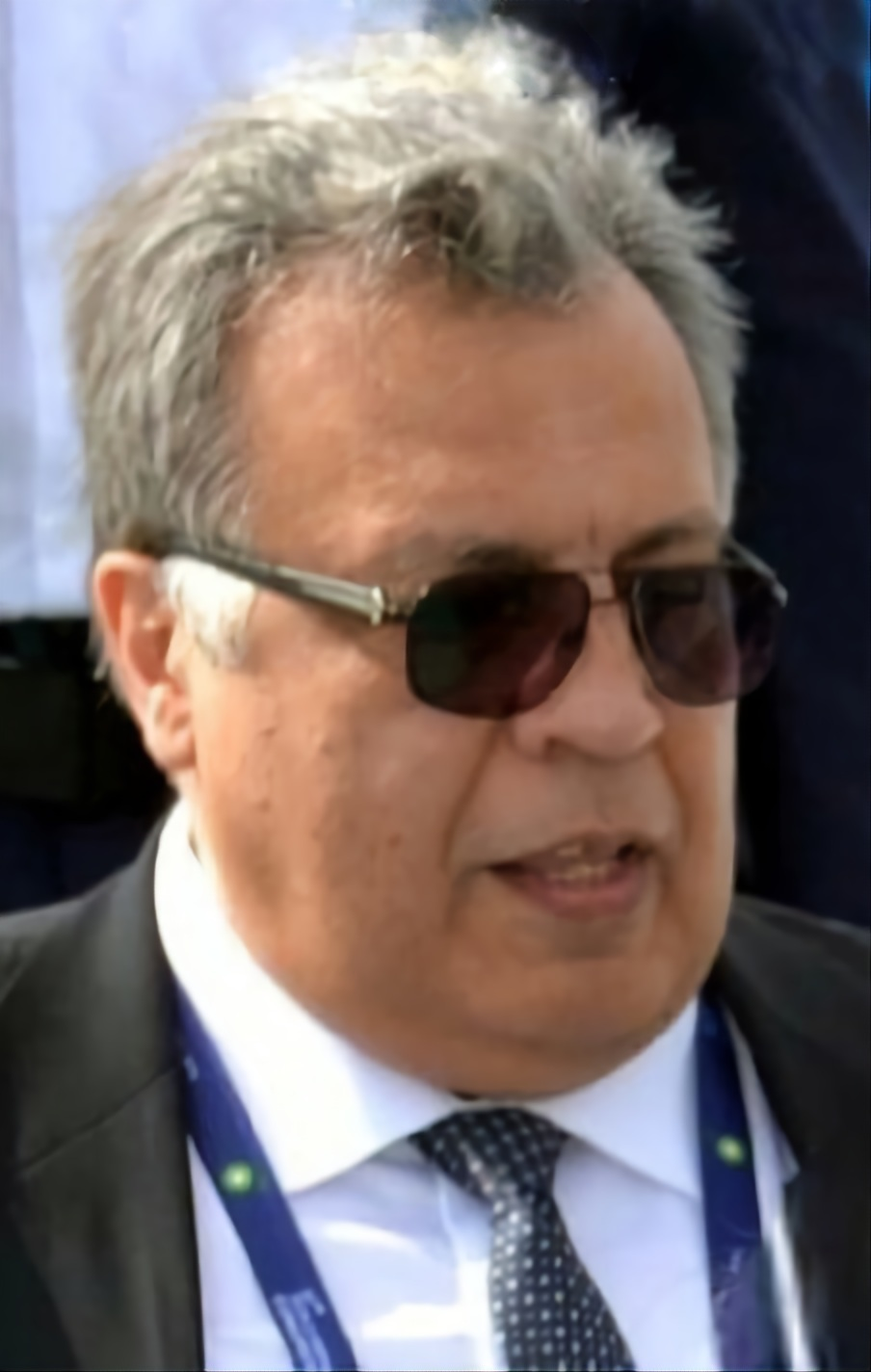
안드레이 카를로프

안드레이 겐나디예비치 카를로프(러시아어: Андре́й Генна́дьевич Ка́рлов, 문화어: 안드레이 겐나지예비치 까를로브, 1954년 2월 4일 ~ 2016년 12월 19일)는 러시아의 외교관이다. 터키 주재 대사로 재임 중이던 2016년 총격을 받아 사망했다.

## 경력
소련 러시아 SFSR 모스크바 출신이다. 1992년 러시아 외무부의 외교 대학원을 졸업했다. 1979년부터 1984년까지, 1986년부터 1991년까지 평양 주재 소련 대사관 직원이었다. 1992년부터 1997년까지 서울 주재 러시아 대사관 직원이었다. 2001년부터 2006년까지 평양 주재 러시아 대사를 지냈다. 한국어와 영어에 능숙하다.
2007년부터 2009년까지, 카를로프는 러시아 외무부의 대사과 부국장을 지냈다. 2009년에 대사과 국장으로 승진했다. 2013년 7월 터키 앙카라 주재 러시아 대사로 임명되었다. 2016년 12월 19일, 앙카라의 미술관에서 총격을 받아 사망했다.

## 같이 보기
- 안드레이 카를로프 암살 사건

| 전임 발레리 데니소프 | 제4대 주조선민주주의인민공화국 러시아 대사 2001년 7월 9일 ~ 2006년 12월 20일 | 후임 발레리 수히닌 |

| 전임 블라디미르 이바놉스키 | 제6대 주터키 러시아 대사 2013년 7월 12일 ~ 2016년 12월 19일 | 후임 알렉세이 예르호프 |